# Alice Săvulescu
Alice Săvulescu (Oltenița, 29 ottobre 1905 – Bucarest, 1º febbraio 1970) è stata una botanica rumena. Il suo cognome alla nascita era Aronescu.

## Biografia
Alice Săvulescu nacque in una famiglia ebrea il 29 ottobre 1905 a Oltenița. Con il matrimonio Alice Arescu assunse il cognome Săvulescu.
Iniziò i suoi studi di biologia all'Università di Bucarest dove si laureò nel 1929. Lo stesso anno iniziò l'attività all'Institute of Tobacco and Fermentation dove lavorò per due anni Nel 1931 si trasferì a New York per completare i suoi studi sotto la guida di Bernard Ogilvie Dodge. Nel 1934 ricevette il dottorato di ricerca in microbiologia e fisipatologia alla Columbia University con una tesi riguardante i fungi che attaccano le rose. Dopo il conseguimento del dottorato, Alice Aronescu ritornò in Romania.

## Carriera
Aronescu iniziò a lavorare a capo del laboratorio dell'Istituto di Ricerca agronomica (Institutul de Cercetări Agronomice (ICAR)) sotto la direzione di Traian Săvulescu, patologo botanico. Alice costituiva un'opportunità per l'istituto perché parlava fluentemente inglese ma era anche vulnerabile per essere di famiglia ebrea. Traian Săvulescu e Alice Aronescu si sposarono nel 1938 ma nel 1940 entrambi furono licenziati dalla loro attività di insegnamento a causa delle origini ebraiche di lei.
Reintegrati entrambi nel 1941 proseguirono il loro lavoro. Interesse principale degli studi di Alice Săvulescu furono le malattie che colpiscono i cereali, gli alberi da frutto, le patate, le loro correlazioni con i parassiti ospiti nonché l'uso dei fungicidi. In alcune sue opere successive valutò l'uso di isotopi radioattivi in agricoltura. Nel 1949 il marito lasciò l'ICAR e Alice gli successe nel ruolo di direttore.
Nel 1952 Alice Săvulescu diventò membro corrispondente dell'Accademia rumena. Cinque anni dopo diventò vice direttore del Centro di Ricerca biologica (Centrul de Cercetări Biologice), nel 1959 fu nominata vice direttore del laboratorio di morfologia animale e l'anno successivo diventò direttore dell'Istituto di biologia Traian Săvulescu. Diventata membro effettivo dell'Accademia rumena nel 1963, fu promossa a direttore dell'Istituto di biologia nel 1964.
Durante la sua carriera, è stata autrice o coautore di oltre 150 pubblicazioni scientifiche.
Nel 1970, al termine di un incontro con il capo di stato Nicolae Ceaușescu che l'aveva informata del trasferimento dell'Istituto al Dipartimento dell'Agricoltura, Alice Săvulescu fu colpita da un infarto.
Morì il 1º febbraio 1970 a Bucarest.